# Histoire de la bisexualité
Pour des articles plus généraux, voir bisexualité et histoire LGBT.

Le drapeau de la fierté bisexuelle.

L'histoire de la bisexualité est divisée en deux parties, l'histoire pré-moderne et l'histoire contemporaine. L'histoire ancienne et médiévale de la bisexualité se compose d'anecdotes de comportements sexuels et de relations entre personnes de même sexe et de sexe différent. Une définition moderne de la bisexualité commence à prendre forme au milieu du XIXe siècle au sein de trois catégories interconnectées : les catégories biologiques, psychiques et sexuelles. Dans la culture occidentale moderne, le terme bisexuel est d'abord défini de manière binaire comme une personne ayant une capacité d'attraction romantique ou sexuelle pour les hommes et les femmes,,. L'utilisation du mot bisexuel remonte au XIXe siècle lorsque le psychologue allemand Richard von Krafft-Ebing l'utilise pour désigner le sexe des individus qui adoptent selon lui des comportements féminins et masculins. À partir des années 1970, la bisexualité en tant qu'orientation sexuelle distincte gagne en visibilité dans la littérature, le monde universitaire et l'activisme occidental. Malgré une vague de recherche et d'activisme autour de la bisexualité, les personnes bisexuelles ont souvent été marginalisées dans la littérature, les films et les travaux de recherche.
Les attitudes de la société à l'égard de la bisexualité varient selon la culture et l'histoire ; cependant, aucune preuve substantielle ne montre que le taux d'attraction du même sexe ai beaucoup varié. Avant la discussion contemporaine sur la sexualité en tant que phénomène associé à l'identité personnelle, la culture antique et médiévale considérait la bisexualité comme l'expérience de relations homosexuelles et hétérosexuelles. Les cultures de la Grèce antique et de la Rome antique admettent que les hommes adultes soient impliqués dans des relations homosexuelles, tant qu'ils prennent le rôle de pénétration.

## Histoire ancienne
Les cultures anciennes ont conceptualisé le désir et le comportement sexuel de façon diverses, et les diverses modalités qu'ont prises ces comportements à travers l'histoire sont débattues,. Les relations homosexuelles entre hommes sont plus visibles et répertoriées que celles concernant des relations entre femmes dans la littérature et les textes historiques. Les relations sexuelles entre femmes sont toutefois présentes dans les littératures de la Chine ancienne.

### Grèce antique

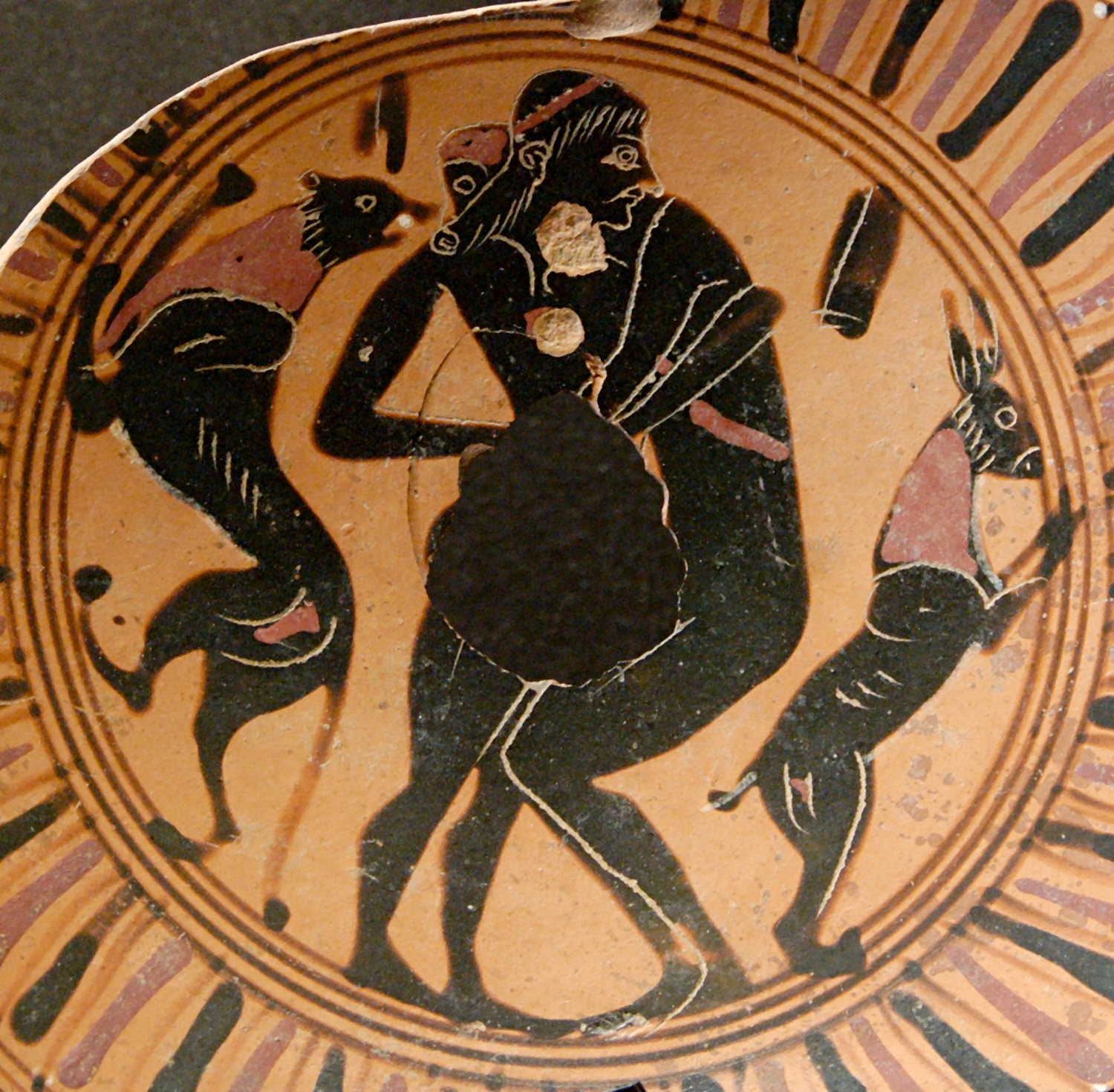
Jeune homme et adolescent se livrant à des relations sexuelles interculturelles, fragment d'une coupe attique à figures noires, 550--525, Louvre.

Les textes religieux de la Grèce antique, reflétant les pratiques culturelles, incorporaient des thématiques bisexuelles. Les sous-textes varient du mystique au didactique. Les relations homosexuelles entre garçons et hommes dans le cadre des rituels de la Grèce d'avant la ville ont été étudiées et confirmées par des universitaires. Les relations sexuelles et romantiques entre hommes n'ont pas été enregistrées explicitement dans l'Iliade ou l'Odyssée.
Il n'y a pas chez les Grecs de distinction entre pratiques légitimes et illégitimes, mais un concept d'aphrodisia, soit des actes sexuels qui prodiguent du plaisir, peu importe qu'ils soient pratiqués avec un homme ou une femme. Il y a cependant une notion de sujet (actif) et d'objet (passif) dans la relation entre deux personnes, celle étant objet et nécessairement dominée par l'autre. Cependant Platon et Aristote s'opposent sur la place dévolues aux hommes et aux femmes. Pour Platon hommes comme femmes peuvent être sujet ou objet, alors que pour Aristote la femme est nécessairement passive (objet). Pour les deux philosophes, la hiérarchie masculine est toutefois incontestée. 

### Rome antique

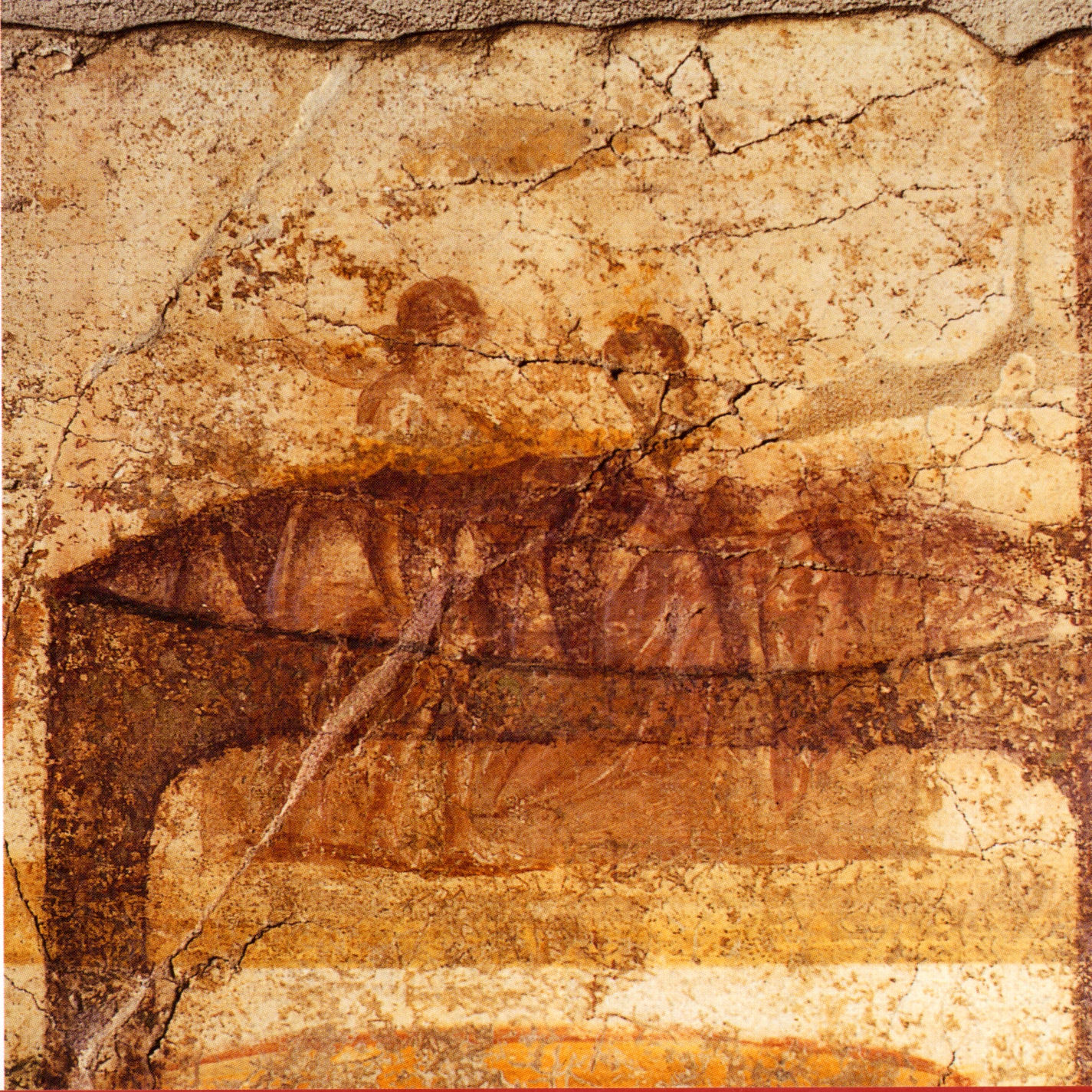
Pompeii - Terme Suburbane - Apodyterium - Scène V Couple de femmes.

Il était socialement acceptable pour un homme romain né libre d'avoir des relations sexuelles avec des partenaires féminines et masculins, tant qu'il assumait le rôle de la pénétration. L'acceptabilité morale du comportement dépendait de la position sociale du partenaire et non de son sexe en soi. Les femmes et les jeunes hommes étaient considérés comme des objets de désir acceptables, mais en dehors du mariage, un homme était censé assouvir ses désirs uniquement avec des esclaves, des prostituées (qui étaient souvent des esclaves) et les infâmes. Le sexe ne déterminait pas si le partenaire sexuel d'un homme était acceptable, mais il était considéré comme immoral d'avoir des relations sexuelles avec la femme d'un autre homme libre, sa fille nubile, son fils mineur ou avec l'homme lui-même; l'utilisation sexuelle de l'esclave d'un autre homme était soumise à l'autorisation du propriétaire. Le manque de maîtrise de soi, y compris dans la gestion de sa vie sexuelle, indiquait qu'un homme était incapable de gouverner les autres ; trop d'inclination pour les plaisirs sensuels était réputé éroder l'identité masculine d'un dirigeant en tant que personne cultivée.

### Japon médiéval
L'existence d'hommes ayant des rapports sexuels avec des hommes au Japon est documenté depuis des temps anciens. Il y avait peu de lois restreignant les mœurs sexuelles au Japon avant le début de la période moderne. La sodomie anale est interdite par la loi en 1872, mais la disposition n'est abrogée que sept ans plus tard par le Code pénal de 1880 conformément au Code napoléonien. Les pratiques historiques identifiées par la recherche comme homosexuelles comprennent le shudō (衆 道), le wakashudō (若 衆 道) et le nanshoku (男 色).
Plusieurs auteurs et autrices ont noté une forte tradition historique de bisexualité ouverte et d'homosexualité parmi les institutions bouddhistes masculines au Japon. Lorsque le prêtre Tendai Genshin critique sévèrement l'homosexualité, certains interprètent sa position comme relevant d'une condamnation de pratiques avec un acolyte qui ne serait sous son autorité,.

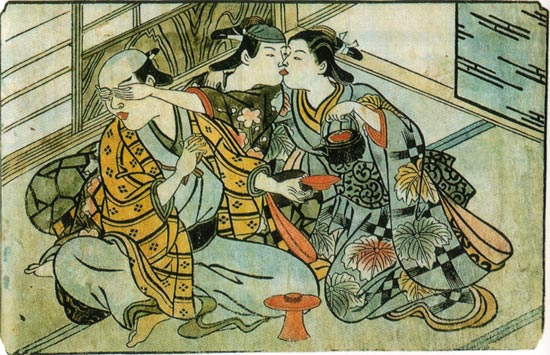
Un wakashū (portant le foulard) donne un baiser en douce à une prostituée dans le dos de son patron. Nishikawa Sukenobu, ca. 1716–1735. Imprimé shunga coloré à la main.

Ces pratiques sont relatées dans d'innombrables œuvres littéraires, dont la plupart restent à traduire. Des traductions en anglais sont cependant disponibles pour Ihara Saikaku qui a mis en scène un personnage principal bisexuel dans La Vie d'un homme amoureux (1682), Jippensha Ikku a relaté la première relation gay dans la post-publication « Préface » à Shank's Mare (1802 et suiv.) et Ueda Akinari, qui plante un moine bouddhiste homosexuel dans Tales of Moonlight and Rain (1776). De même, bon nombre des plus grands artistes de la période, tels que Hokusai et Hiroshige, étaient fiers de documenter de tels amours dans leurs estampes, connues sous le nom d'Ukiyo-e, des images du monde flottant, où ils adoptent un ton érotique, shunga ou photos de printemps.
Nanshoku n'était pas considéré comme incompatible avec l'hétérosexualité ; des livres d'estampes érotiques dédiées au nanshoku présentaient souvent des images érotiques de jeunes femmes (concubines, mekake ou prostituées, jōrō) ainsi que des adolescents attirants (wakashū) et de jeunes travestis (onnagata). De même, les femmes étaient considérées comme particulièrement attirées par les wakashū et l’onnagata, et on supposait que ces jeunes hommes leur rendraient cet intérêt. Par conséquent, les pratiquants typiques du nanshoku et les jeunes hommes qu'ils désiraient seraient considérés comme bisexuels dans la terminologie moderne.

### Chine ancienne

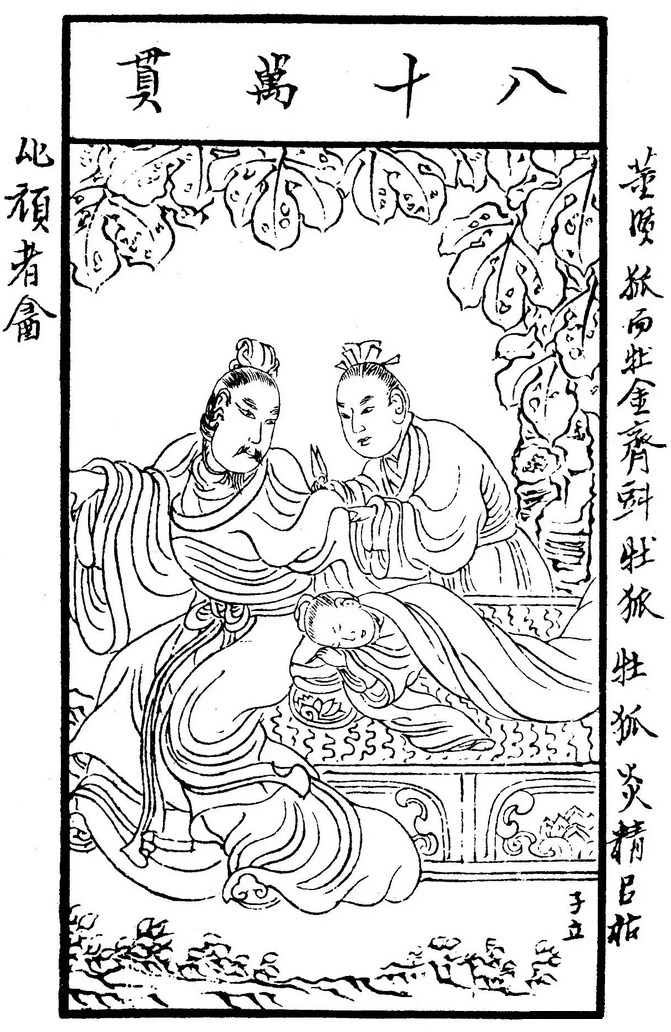
Dong Xian et l'empereur Han Ai.

Dans la Chine ancienne, il existe de nombreux documents historiques sur les relations homosexuelles entre personnes de la classe supérieure. Les écrits sur la sexualité dans la littérature et les documents historiques de la Chine ancienne sont souvent allusifs et implicites, utilisant des phrases et des mots uniquement pour les personnes qui connaissent la culture et les antécédents littéraires. Des mots comme « Long Yang (龙阳 lóngyáng) » et « tendance masculine (男 風 ; nánfēng) » sont créés pour décrire les hommes qui sont engagés dans une relation sexuelle ou romantique avec des hommes. Bien que les relations lesbiennes soient moins documentées que celles des hommes, il est admis que l'attitude de la société à l'égard des relations homosexuelles entre femmes est plus stable que celle des hommes. Les personnes qui entretiennent des relations sexuelles ou romantiques avec le même sexe s'engagent généralement également dans des relations hétérosexuelles. Par exemple, les empereurs qui ont des amants ont également des concubines et des enfants de ces dernières. En outre, le concept d'identité sexuelle n'était pas présent dans la Chine ancienne avant l'introduction de l'idée en occident.
Une histoire célèbre la passion de la manche coupée, qui a produit le mot décrivant une relation sexuelle entre hommes — Duànxiù, ou « casser la manche » — est celle de l'empereur Han Aidi et de son amant Dong Xian (董賢). L'empereur Ai était si dévoué à son amant qu'il tenta de lui transmettre le trône. Devant partir un matin tôt, l'empereur Ai coupa soigneusement sa manche, pour ne pas réveiller Dongxian qui s'était endormi dessus. Les Chinois imiteront cette coupe des manches pour exprimer leur amour aux amoureux du même sexe.
Une des autres chroniques historiques parmi les plus connues sur les relations sexuelles entre hommes dans la Chine ancienne est celle de YuTao (余 桃 yútáo), la pêche restante, documentée dans les Intrigues des États belligérants. Le livre est un recueil d'idiomes politiques et de chroniques historiques écrites par Han Fei (280-233 av. J.-C.), un philosophe chinois. Han Fei documente une anecdote de la relation amoureuse entre Mizi Xia (彌 子 瑕) et le duc Ling de Wey (衛靈公). Mi, trouve une pêche très sucrée dans le jardin ; après l'avoir goûtée, il partage la moitié restante avec l'empereur Ling.

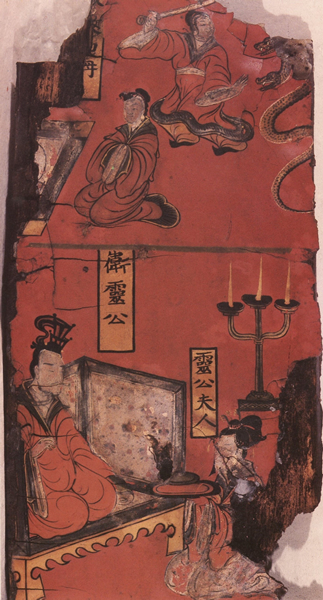
Le duc Ling de Wey (衞靈公). Peinture laquée sur bois, Nord Wei.

De plus en plus de visiteurs d'Asie occidentale et centrale afflent en Chine durant la dynastie Tang, et la Chine devient de plus en plus influencée par les pratiques sexuelles venues d'ailleurs. Les compagnes des empereurs commencent à accumuler un pouvoir politique que seuls les compagnons pouvaient obtenir dans le passé. Les relations homosexuelles deviennent plus allusives et moins documentées sous la dynastie Tang. Au début de la dynastie Tang, des histoires au sujet de relations entre religieuses bouddhistes et taoïstes ont été découvertes pour la première fois.

## Histoire moderne
Selon l'anthropologue néerlandais Gert Hekma, le terme « bisexuel » est utilisé pour la première fois en néerlandais en 1877, pour désigner un hermaphrodite dont la vie sexuelle s'opère à la fois comme femme et homme hétérosexuel. Plus tard, le terme « bisexualité » est utilisé pour représenter à la fois l'orientation sexuelle et l'androgynie. Depuis le XIXe siècle, la bisexualité est devenue un terme avec au moins trois significations différentes mais interconnectées. Dans le domaine de la biologie et de l'anatomie, elle fait référence à des organismes biologiques sexuellement indifférenciés entre ce qui est considéré comme mâle et femelle. Au début du XXe siècle, dans le domaine de la psychologie, la bisexualité est utilisée pour décrire une combinaison de masculinité et de féminité psychologique plutôt que biologique. À la fin du XXe siècle, la bisexualité est d'abord communément considérée comme l'attirance sexuelle envers des hommes et des femmes, pour signifier ensuite selon la définition popularisée par Robyn Ochs une attirance sexuelle ou romantique envers des personnes de plus d'un genre ou sexe, pas nécessairement au même moment ni au même degré ou de la même façon,,. Par conséquent, l'histoire contemporaine de la bisexualité implique de nombreux changements intellectuels, conceptuels et socioculturels.

### Théorie freudienne

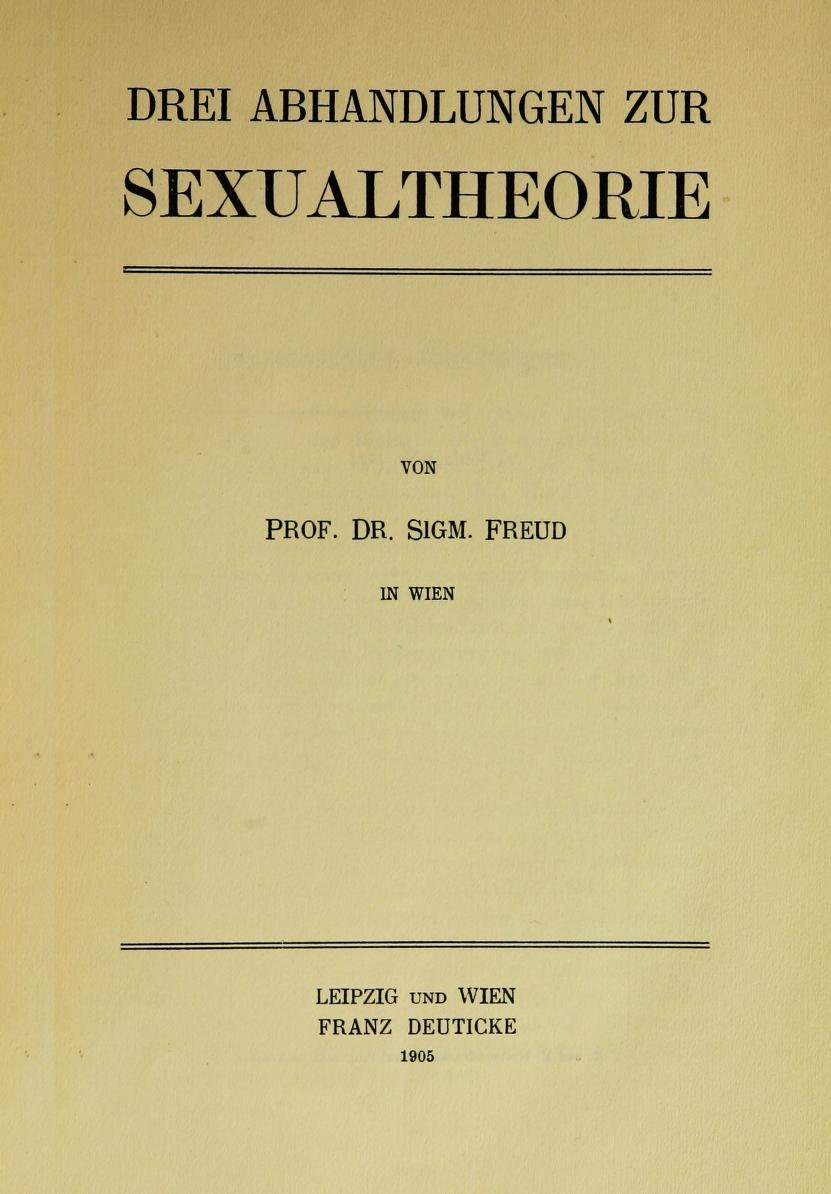
Couverture originale du livre de Sigmund Freud Trois essais sur la théorie de la sexualité.

En 1905, Sigmund Freud présente sa théorie du développement psychosexuel dans Trois essais sur la théorie sexuelle. Dans ce livre, il soutient que la bisexualité est l'orientation sexuelle de base pour les humains. Freud établit sa théorie sur la base du développement biologique selon laquelle, pendant la phase prégénitale, les enfants ne font pas de distinction entre les sexes, mais supposent que les deux parents ont les mêmes organes génitaux et les mêmes pouvoirs reproductifs. Lorsque les enfants atteignent le stade phallique, moment pendant lequel l'identité de genre est devenue vérifiable pour l'enfant, l'hétérosexualité devient le résultat d'une répression. Selon Freud, au cours de cette étape, les enfants développent un complexe d'Œdipe où ils ont des fantasmes sexuels pour le parent attribué au sexe opposé et de la haine pour le parent attribué au même sexe, et cette haine se transforme en transfert (inconscient) et identification (consciente) avec le parent détesté. Ce parent devient alors un modèle pour apaiser les pulsions sexuelles de l'enfant et une menace de castration du pouvoir de l'enfant d'apaiser ses pulsions sexuelles. En 1913, Carl Jung propose un autre modèle, le complexe d'Électre car il pense que la bisexualité n'est pas à l'origine de la vie psychique et que Freud ne donne pas une description adéquate pour les filles (Freud rejette cette suggestion).

### Rapport Kinsey

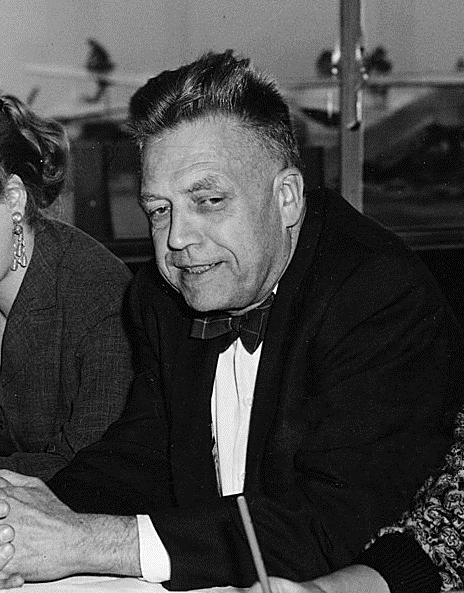
Alfred Kinsey en 1955.

Échelle de Kinsey.

En 1948, le biologiste américain Alfred C. Kinsey publie deux livres sur les comportements sexuels humains, Sexual Behavior in the Human Male et Sexual Behavior in the Human Female, qui sont largement connus sous le nom de « rapports Kinsey ». Kinsey et son équipe ont mené 1 600 entrevues avec des personnes au sujet de leur vie sexuelle.
Kinsey rejette la notion d'une ligne de démarcation claire entre les différentes sexualités. Au lieu d'affecter les personnes à différentes catégories de sexualités, Kinsey et ses collègues développent une échelle de Kinsey à sept niveaux — L'échelle considère les personnes entre K = 1 et K = 5 comme « ambisexuelles » ou « bisexuelles ». Selon le Kinsey Institute, les livres publiés par Kinsey se sont vendus à près d'un million d'exemplaires dans le monde et ont contribué à révolutionner la perception de la sexualité dans l'opinion publique.
Ses recherches ont révélé que 11,6 % des hommes blancs aux États-Unis (âgés de 20 à 35 ans) avaient à peu près les mêmes expériences hétérosexuelles et homosexuelles tout au long de leur vie adulte, et que 7 % des femmes célibataires (âgées de 20 à 35 ans) et 4 % des femmes précédemment mariées (âgées de 20 à 35 ans) ont eu une expérience hétérosexuelle et homosexuelle à peu près équivalente pour cette période de leur vie. À la suite de cette recherche, les significations antérieures du mot « bisexuel » ont été remplacées par une définition d'attirance pour les deux sexes. Cependant, Kinsey lui-même détestait l'utilisation du terme « bisexuel » pour décrire les individus qui se livrent à une activité sexuelle avec les deux sexes, préférant utiliser « bisexuel » dans son sens biologique d'origine comme hermaphrodite, et déclarait : « jusqu'à ce qu'il soit démontré que ce goût dans une relation sexuelle dépend de l'individu contenant dans son anatomie [sic] des structures à la fois masculines et féminines, ou des capacités physiologiques masculines et féminines, il est malheureux de qualifier ces individus de bisexuels ».

### Aux États-Unis

#### 1850 à 1950

##### Apparition du terme "bisexuel"

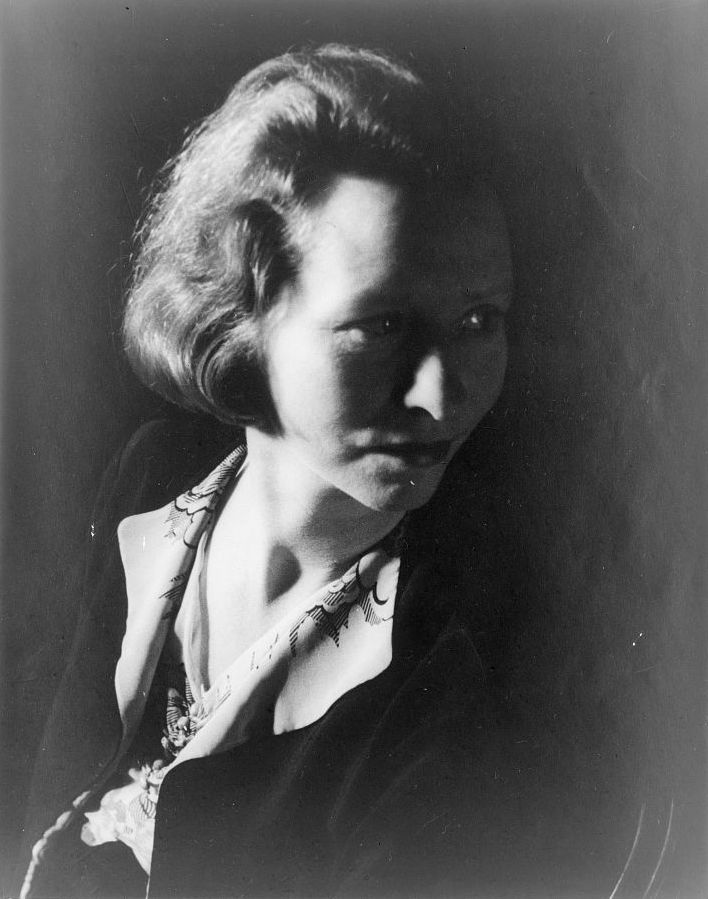
Edna St. Vincent Millay, poétesse bisexuelle.

Le mot « bisexuel » est utilisé en 1892 par Richard von Krafft-Ebing dans la 7e édition de son livre Psychopathia sexualis afin de décrire une personne qui se livre à une activité sexuelle avec des partenaires de même sexe et de sexe différent. Le terme entre dans la langue anglaise dans ce sens moderne avec la traduction du livre par le neurologue américain Charles Gilbert Chaddock plus tard la même année. Avant cela, « bisexuel » était généralement utilisé en anglais pour signifier « hermaphrodite » ou pour désigner des environnements mixtes. Quelle que soit l'étiquette, les personnes ouvertement bisexuelles étaient rares. Une exception notable est la poétesse ouvertement bisexuelle Edna St. Vincent Millay, qui reçoit le prix Pulitzer de la poésie pour Ballad of the Harp-Weaver (en français : La Ballade du harpiste) en 1923. Le poète Walt Whitman est généralement décrit par les biographes comme bisexuel ou homosexuel dans ses sentiments et ses attirances.
Dès les années 1950, Margaret Mead publie des études sur la variété et la fluidité des expériences sexuelles dans des cultures non occidentales, fournissant des arguments et un fondement scientifique à des critiques de la société puritaine et hétérocentrée. Dans un article de 1975, Mead écrit « le temps est venu, je crois, où nous devons reconnaître la bisexualité comme une forme normale de comportement humain. » Elle prend également parti pour l'hypothèse d'une bisexualité innée, notant qu'« un grand nombre d'êtres humains - probablement la majorité - sont bisexuels en ce qui concerne leur capacité à éprouver des sentiments amoureux. » Margaret Mead est elle-même bisexuelle, mais cet aspect de sa personnalité ne sera dévoilé qu'en 1984, par sa fille.

##### Premiers films sur la bisexualité

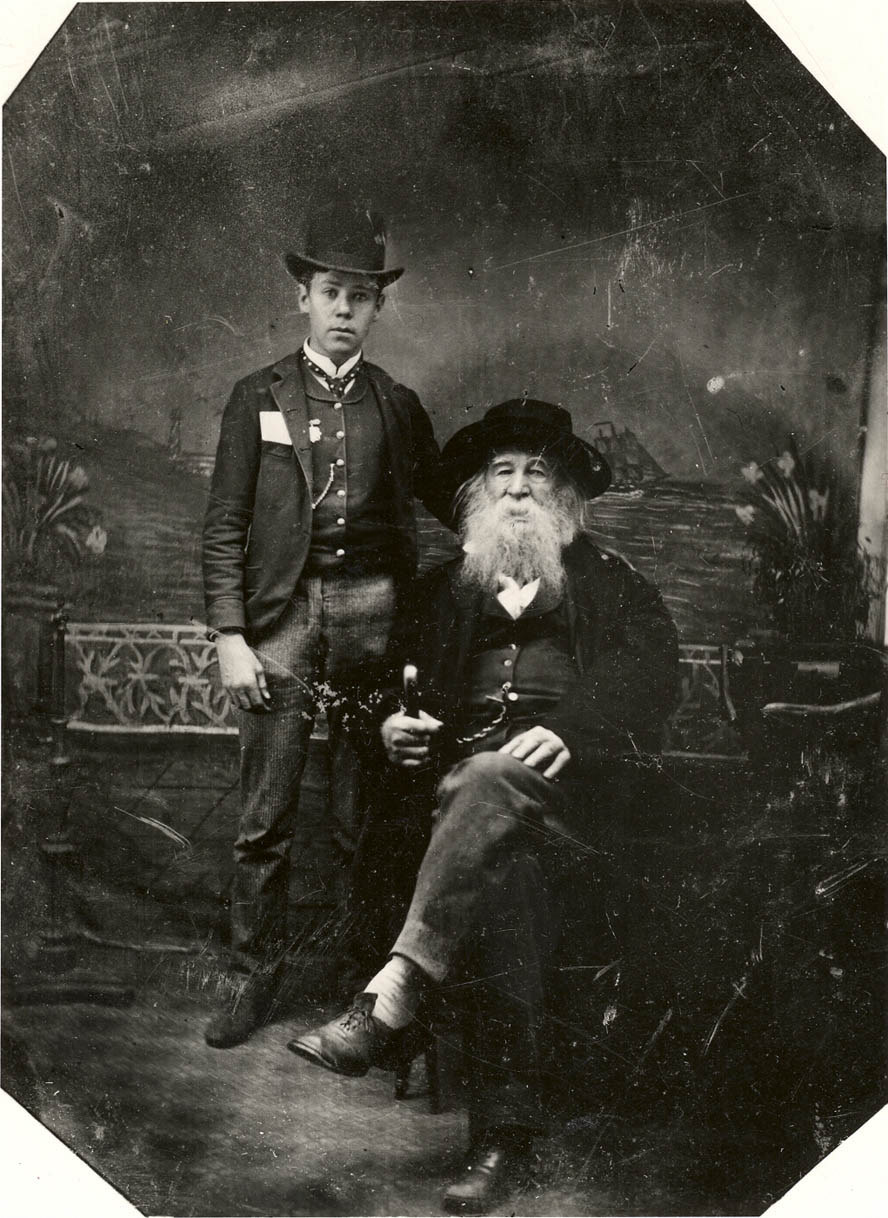
Walt Whitman et Bill Duckett.

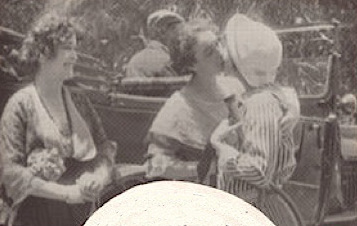
Publicité pour le film A Florida Enchantment de Sidney Drew documentant la première apparition de personnages bisexuels (femmes et hommes) dans un film américain.

Les premiers films ont également permis à la bisexualité de s'exprimer. En 1914, la première apparition documentée de personnages bisexuels (femmes et hommes) dans un film américain s'est produite dans A Florida Enchantment, de Sidney Drew. Cependant, en raison de la censure légale du Code Hays, le mot « bisexuel » n'est pas mentionné et pratiquement aucun personnage bisexuel n'est apparu dans les films américains de 1934 à 1968.

#### Années 1960

##### Développement du militantisme LGBT

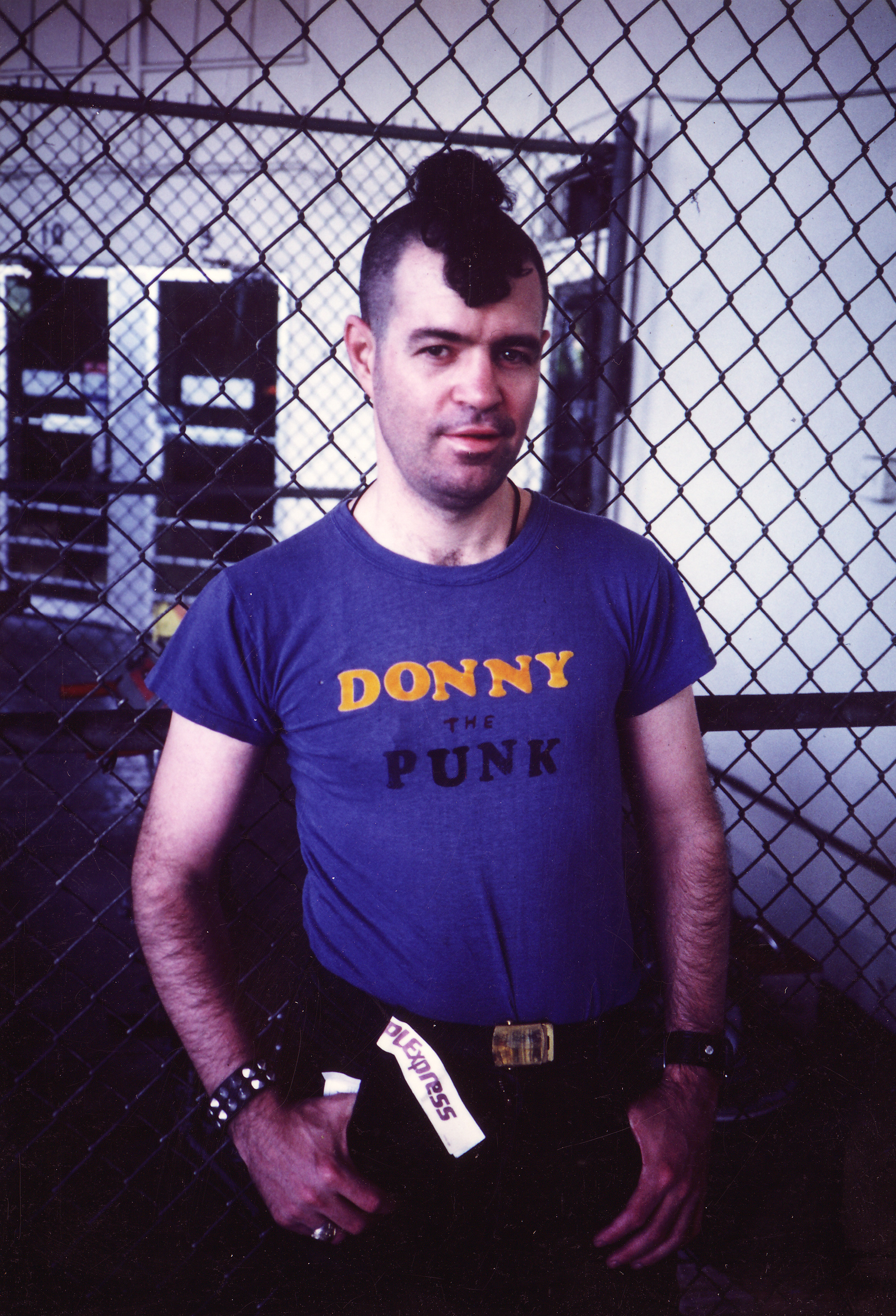
Stephen Donaldson aka Robert A. Martin (alias Donny the Punk) à Oakland en 1984.

L'activisme politique LGBT devient plus important au cours de cette décennie. Les premières manifestations publiques pour l'égalité des droits des homosexuels et des lesbiennes ont lieu devant des institutions gouvernementales et des monuments historiques de New York, Philadelphie et Washington entre 1965 et 1969. À Washington, des manifestants tiennent des piquets devant la Maison-Blanche, le Pentagone et la Commission de la fonction publique américaine. Deux manifestants du deuxième piquet devant la Maison-Blanche, Judith « JD » Kuch et Kris « Gene » Kleeberg, s'identifient comme personnes bisexuelles,.
En 1966, le militant bisexuel Robert A. Martin (alias Donny the Punk) fonde la Student Homophile League à l'université Columbia et l'université de New York. En 1967, l'université Columbia reconnaît officiellement ce groupe, ce qui en fait le premier collège des États-Unis à reconnaître officiellement un groupe d'étudiants gays.

##### Développement du militantisme bisexuel
L'activisme en faveur des personnes bisexuelles commence à se développer, en particulier à San Francisco. L'une des premières organisations pour personnes bisexuelles, la Sexual Freedom League à San Francisco, est animée par Margo Rila et Frank Esposito à partir de 1967. Deux ans plus tard, lors d'une réunion du personnel du Center for Special Problems (établissement de santé mentale) de San Francisco au service des personnes LGBT, l'infirmière Maggi Rubenstein se révèle être bisexuelle, pratiquant sans le savoir le premier acte de visibilisation bisexuelle. Plus tard, lorsque le groupe LGBT Bay Area lui demande d'intervenir dans un colloque, elle exige que la bisexualité soit intégrée dans leur programme comme une orientation sexuelle distincte.
La rébellion de Stonewall, considérée comme le début du mouvement moderne pour les droits des LGBT, est déclenchée à Stonewall en 1969. Des patrons de bar, dont des personnes bisexuelles, s'opposent à la police lors d'une opération de contrôle policière. Pour commémorer cela, l'année suivante a lieu la première gay pride LGBT (marche des fiertés). La militante bisexuelle Brenda Howard est nommée « Mère de la fierté » en reconnaissance de son travail de coordination de cette première pride LGBT. Des célébrations de la pride se tiennent dans le monde entier chaque année en juin. Howard ainsi que l'activiste bisexuel Robert A. Martin et l'activiste gay L. Craig Schoonmaker popularisent le mot « pride » pour décrire ces manifestations,. Le militant bisexuel Tom Limoncelli a déclaré : « La prochaine fois que quelqu'un vous demande pourquoi les marches de la fierté LGBT existent ou pourquoi le mois de la fierté [LGBT] est juin, dites-leur qu'une femme bisexuelle nommée Brenda Howard a pensé que cela devait se faire comme ça »,.

#### Années 1970

##### Représentation dans les médias
Les personnes bisexuelles obtiennent plus de poids dans les médias dans les années 1970. En 1972, le militant bisexuel Don Fass fonde le groupe National Bisexual Liberation à New York, qui publie The Bisexual Expression, vraisemblablement le premier bulletin bisexuel. En 1973, la militante bisexuelle Woody Glenn est interviewée par une émission de radio de la National Organization for Women sur WICC à Bridgeport, dans le Connecticut. En 1974, Newsweek et Time Magazine publient des articles sur le « chic bisexuel » (bi chic), rendant la bisexualité visible pour l'opinion publique comme jamais auparavant. En 1976, le livre historique View from Another Closet: Exploring Bisexuality in Women, de Janet Mode, est publié.

##### Activisme bi dans les Prides et les actions militantes
Les personnes bisexuelles ont également largement contribué au mouvement pour les droits LGBT. En 1972, Bill Beasley, un activiste bisexuel du mouvement afro-américain pour les droits civiques et du mouvement LGBT, est l'organisateur principal de la première pride de Los Angeles. Il était également actif au sein du Gay Liberation Front. En 1975, l'activiste Carol Queen devient bisexuelle et organise GAYouth à Eugene, en Oregon. En 1977, Alan Rockway, psychologue et activiste bisexuel, est co-auteur de la première ordonnance américaine sur les droits des homosexuels soumise au vote du public, dans le comté de Dade, en Floride. Anita Bryant fait campagne contre l'ordonnance, et Rockway organise un boycott du jus d'orange de Floride, dont Bryant fait la publicité, en réponse. Le San Francisco Bisexual Center aide à parrainer une conférence de presse avec les militantes lesbiennes Del Martin et Phyllis Lyon, et le pédiatre Benjamin Spock, en opposition à Bryant. Le militant bisexuel Alexei Guren fonde le Gay Teen Task Force à Miami, en Floride, en réponse à la campagne de Bryant. La Florida Citrus Commission annule son contrat avec Bryant devant cette pression. Toujours en 1979, le Dr Marvin Colter fonde ARETE, un groupe de soutien et de sociabilisation pour les personnes bies à Whittier, en Californie, qui participe au défilé de la Gay Pride de Los Angeles en 1983 et publie un bulletin. En 1979, A. Billy S. Jones, membre fondateur bisexuel de la National Coalition of Black Lesbians and Gays, aide à organiser la première délégation lesbienne et gay noire à rencontrer le personnel de la Maison Blanche du président Jimmy Carter. Jones est également un des organisateurs principaux de la marche de 1979 sur Washington pour les droits des gays et des lesbiennes et de la « troisième conférence mondiale: Quand l'ignorance cessera-t-elle? », la première conférence nationale pour les gais et lesbiennes de couleur.

##### Déclaration d'Ithaca
En 1972, un groupe Quaker, le Comité des amis sur la bisexualité, publie la « Déclaration d'Ithaca sur la bisexualité » soutenant les bisexuels. La déclaration, qui constitue la première déclaration publique du mouvement bisexuel et est probablement la première déclaration sur la bisexualité émise par une assemblée religieuse américaine, est publiée dans le Quaker Friends Journal (en) et The Advocate en 1972,,.

##### Publications sur la bisexualité
En 1976, Harriet Levi et Maggi Rubenstein fondent le San Francisco Bisexual Center. C'est le centre communautaire bisexuel le plus ancien, offrant des services de conseil et de soutien aux personnes bisexuelles de la baie de San Francisco, et publiant un bulletin d'information, The Bi Monthly, de 1976 à 1984. 
En 1978, le militant bisexuel Fritz Klein présente la grille d'orientation sexuelle de Klein dans son livre The bisexual option: A concept of one-hundred percent intimacy (en français : L'Option bisexuelle: un concept d'intimité à cent pour cent), dans lequel il examine l'incidence et la nature de la bisexualité, les attitudes des personnes bisexuelles et les points positifs apportés par la bisexualité. Le militantisme bisexuel commence à s'étendre au-delà des côtes américaines : de 1978 à 1979, plusieurs groupes bisexuels du Midwest sont créés, tels que One To Five (fondé par Scott Bartell et Gary Lingen pour Minneapolis et St.Paul, au Minnesota), BI Women Welcome à Minneapolis, The BI Married Men's Group dans la banlieue de Detroit et BI Ways à Chicago.
Charlotte Wolff publie en 1977 Bisexuality: A Study, qui fait suite à un premier livre sur le lesbianisme intitulé Love between women, publié en 1971. Dans ce premier livre sur les amours entre femmes, Wolff réalise des enquêtes et des questionnaires en incluant des femmes qui bien que lesbiennes avaient été ou entretenaient des relations avec des hommes. Après ce premier livre, elle s'intéresse spécifiquement à la bisexualité dans le livre suivant, pointant le manque de définition du terme et livrant une des premières enquêtes sur la bisexualité, interviewant 75 hommes et 75 femmes bisexuelles. 

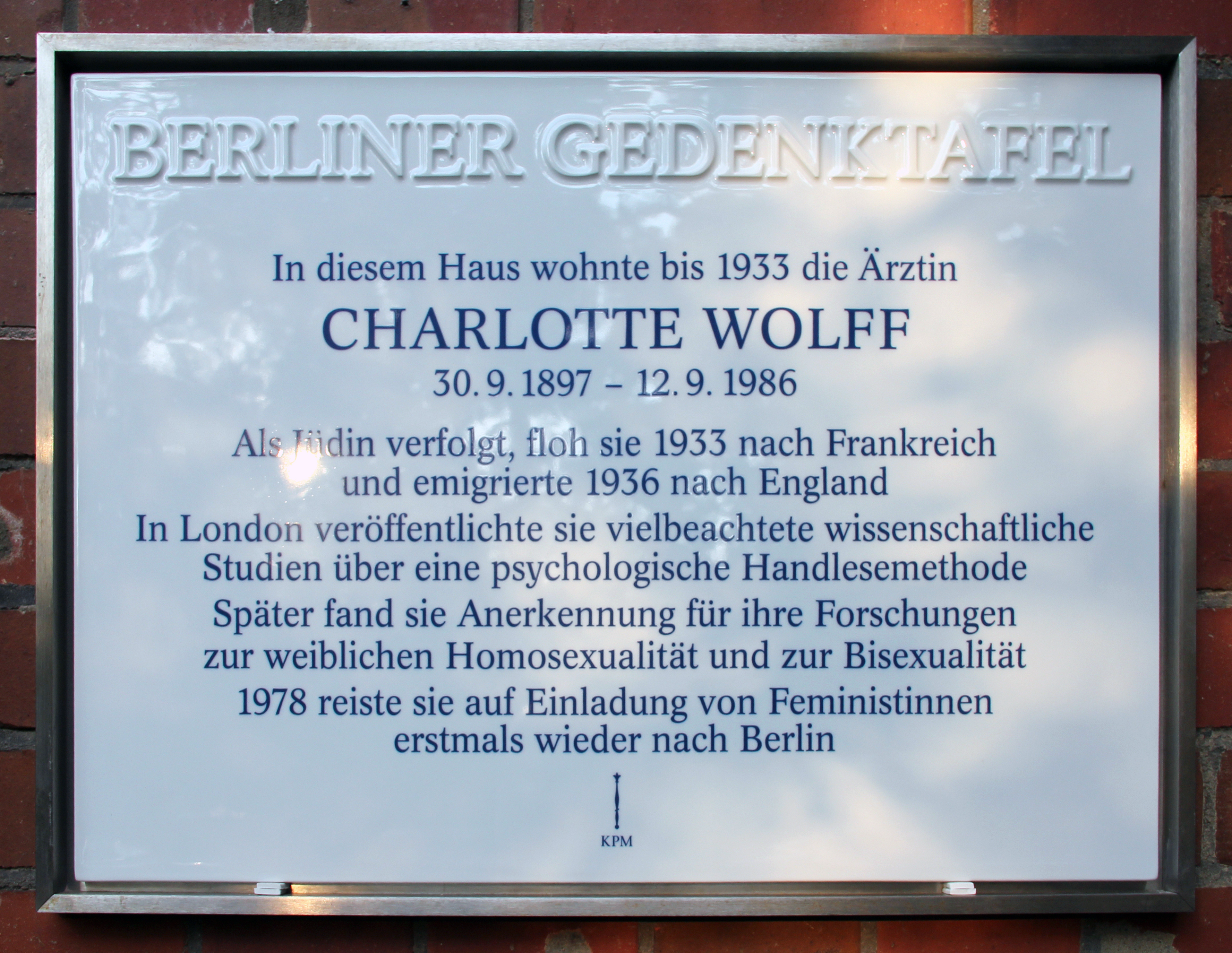
Berliner Gedenktafel Laubenheimer Str 10 (Wilmd) Charlotte Wolff.

#### Années 1980

##### Le coming out bi de Lani Ka'ahumanu en 1982
En 1980, Lani Ka'ahumanu qui a fait un coming out lesbien en 1976, prend conscience de sa bisexualité. En 1982, alors membre d'une association féministe lesbienne, elle déclare publiquement sa bisexualité dans une revue homosexuelle de San Francisco, où elle indique vivre en couple avec un homme ; l'association dont elle fait partie l'engage à rompre. Les militants bisexuels américains font de ce coming out l'un des actes fondateurs du militantisme bisexuel américain.

##### Apparition du SIDA
Dans les années 1980, le sida commence à toucher la communauté LGBT et la communauté bisexuelle joue un rôle important dans la lutte contre sa propagation. En 1981, David Lourea et Cynthia Slater présentent un cours d'éducation sexuelle pour des relations plus sûres dans les bains publics et les clubs BDSM de San Francisco. Toujours en 1981, Alexei Guren, membre du conseil fondateur du Health Crisis Network (devenu CareResource) à Miami, en Floride, commence à sensibiliser et à défendre les hommes mariés latinos qui ont des relations sexuelles avec des hommes. En 1984, David Lourea persuade le ministère de la Santé publique de San Francisco de reconnaître les hommes bisexuels dans leurs statistiques officielles sur le sida (le rapport hebdomadaire intitulé New AIDS cases and mortality statistics), après deux ans de campagne. Partout aux États-Unis, les services de santé commencent à reconnaître les hommes bisexuels pour cette raison, alors qu'auparavant, ils n'identifiaient pour la plupart que les hommes gays. Des militantes bisexuelles se sont également battues pour rendre visibles les conséquences pour les femmes dans les études sur l'épidémie du sida. De 1984 à 1986, la militante bisexuelle Veneita Porter, de l'Union des prostituées du Massachusetts et COYOTE (en), agit en faveur des femmes, des personnes transgenres et les personnes utilisatrices de drogues injectables atteintes du Sida. En 1985, la militante bisexuelle séropositive Cynthia Slater organise la première ligne téléphonique d'information sur le sida pour les femmes. Ce type d'activisme est particulièrement important pour les personnes bisexuelles car elles sont souvent accusées de propager le sida à leurs partenaires hétérosexuels. Par exemple, en 1987, Newsweek dépeint les hommes bisexuels comme « les parias ultimes » de l'épidémie de sida, et Alan Rockway de BiPOL, qui est atteint du sida est cité pour faire opposition au stéréotype. Un article du magazine Cosmopolitan d'octobre 1989 qui stéréotypait les hommes bisexuels comme des propagateurs malhonnêtes du sida conduit à une campagne de rédaction de lettres par le New York Area Bisexual Network (NYABN). Cosmopolitan ne publie par la suite aucun article diffamant les bisexuels après cette campagne.

##### Biwomen, premier mensuel pour les femmes bisexuelles
Le mouvement bisexuel accumule des premières victoires importantes au cours des années 1980. Le Boston Bisexual Women's Network, le plus ancien groupe de femmes bisexuelles encore existant, est fondé en 1983 et commence à publier son bulletin d'information bimensuel, BI Women. Il s'agit du bulletin bisexuel le plus ancien aux États-Unis. Toujours en 1983, BiPOL, la première et la plus ancienne organisation politique bisexuelle, est fondée à San Francisco par Autumn Courtney, Lani Ka'ahumanu, Arlene Krantz, David Lourea, Bill Mack, Alan Rockway et Maggi Rubenstein. En 1984, BiPOL parraine le premier rassemblement pour les droits bisexuels, en dehors de la Convention nationale démocrate à San Francisco. Le rassemblement réunit neuf orateurs de groupes de défense des droits civiques alliés au mouvement bisexuel. Toujours en 1984, la première conférence de la côte Est sur la bisexualité (qui est également la première conférence bisexuelle régionale aux États-Unis) se tient à la Storrs School of Social Work de l'université du Connecticut, avec environ 150 personnes. Les personnes participantes à la conférence fondent ensuite le East Coast Bisexual Network en 1985, qui est plus tard rebaptisé Bisexual Resource Center (en) (BRC) en 1993. En 1987, le East Coast Bisexual Network crée les premières archives de l'histoire de la bisexualité avec les collections initiales de Robyn Ochs ; Clare Morton y accueille des chercheurs et des chercheuses. Toujours en 1987, le Bay Area Bisexual Network (en), le groupe bisexuel le plus ancien et le plus important de la baie de San Francisco, est fondé par Lani Ka'ahumanu, Ann Justi et Maggi Rubenstein.
En 1988, Gary North (en) publie le premier bulletin national bisexuel, intitulé Bisexuality: News, Views, and Networking. En 1989, Cliff Arnesen témoigne devant le Congrès américain sur les questions relatives aux vétérans bisexuels, lesbiens et gays. Il est le premier vétéran à témoigner sur les problèmes bisexuels, lesbiens et gays et le premier vétéran ouvertement non hétérosexuel à témoigner à Capitol Hill sur les problèmes des vétérans en général. Il est auditionné le 3 mai 1989, lors d'audiences officielles tenues devant le US House Committee on Veterans Affairs: Subcommittee on Oversight and Investigations. Il s'exprime devant le même sous-comité le 16 mai 1990, dans le cadre d'un panel sur le Sida.

##### BiCon: premier rassemblement de la communauté bisexuelle en Grande-Bretagne
La première conférence BiCon UK au Royaume-Uni a eu lieu en 1984. En 1986, Autumn Courtney de BiPOL est élue coprésidente de la San Francisco's Lesbian Gay Freedom Day Pride Parade Committee ; elle est la première personne ouvertement bisexuelle à occuper ce type de poste aux États-Unis. En 1987, un groupe de 75 personnes bies défile lors de la marche de 1987 sur Washington pour les droits des gays et des lesbiennes, ce qui constitue le premier rassemblement bi à l'échelle nationale. L'article « Le mouvement bisexuel: sommes-nous encore visibles? », de Lani Ka'ahumanu, parait dans le manuel officiel de désobéissance civile de mars. Il s'agit du premier article sur les personnes bisexuelles et le mouvement bisexuel naissant à être publié dans une publication nationale lesbienne ou gay. L'idée de la North American Bisexual Network (NABN), la première organisation nationale bisexuelle, est émise pour la première fois lors de ce rassemblement, mais celle-ci n'est fondée que trois ans plus tard (voir ci-après). NABN changera plus tard son nom en BiNet USA. Toujours en 1987, Barney Frank devient le premier membre du Congrès américain à faire un coming out gay de sa propre volonté ; il est inspiré en partie par la mort de Stewart McKinney, un représentant républicain bisexuel du Connecticut,. Frank déclare au Washington Post qu'après la mort de McKinney, « il y a eu un débat malheureux sur "Était-il ou n'était-il pas ?" L'a-t-il fait ou pas ? Je me suis dit, je ne veux pas que ça m'arrive ».

#### Années 1990

##### Création de BiNet
La plus ancienne organisation bisexuelle nationale aux États-Unis, BiNet USA, est fondée en 1990. Son nom d'origine est la North American Multicultural Bisexual Network (NAMBN), et sa première réunion se tient durant la première conférence nationale bisexuelle nationale en Amérique,. Cette première conférence se tient à San Francisco et est sponsorisée par BiPOL. La santé pour les personnes bisexuelles est l'un des 8 ateliers proposés et un quilt du NAMES Project est exposé. 450 personnes de 20 états et 5 pays différents assistent à la conférence. Le maire de San Francisco fait une déclaration félicitant la communauté bi pour son leadership dans la cause de la justice sociale, désignant ensuite le 23 juin 1990 comme la journée de la fierté bisexuelle. La conférence conduit des participantes à créer le premier groupe bi, BiNet Dallas, au Texas.

##### Apparition de cours académiques sur la bisexualité
Le mouvement bisexuel est désormais mieux accepté dans le cadre des institutions établies. En 1990, Susan Carlton donne le premier cours académique sur la bisexualité en Amérique à UC Berkeley, et en 1991, les psychologues Sari Dworkin et Ron Fox deviennent les co-présidents fondateurs du Groupe de travail sur les questions bisexuelles de la Division 44, le groupe gay et lesbien. à l'Association américaine de psychologie. En 1997, la militante bisexuelle et psychologue Pat Ashbrook lance un modèle national pour les groupes de soutien LGBT au sein du système hospitalier de la Veterans Administration.

##### Essor de la littérature bisexuelle
La littérature bisexuelle devient plus conséquente dans les années 1990. En 1991, le Bay Area Bisexual Network (en) commence à publier le premier magazine trimestriel bisexuel aux États-Unis, Anything That Moves: Beyond The Myths Of Bisexuality, fondé par Karla Rossi, directrice de la rédaction du collectif éditorial jusqu'en 1993,. En 1991 est également publié l'un des livres phares de l'histoire du mouvement moderne des droits bisexuels, Bi Any Other Name (en): Bisexual People Speak Out, une anthologie éditée par Loraine Hutchins et Lani Ka'ahumanu. Cette anthologie participe aux prix Lambda Literary dans la catégorie Anthologie lesbienne faute d'une catégorie appropriée. En 2005, Directed by Desire: Collected Poems, une collection posthume de l'écrivaine Jamaïcains américains (en) bisexuel June Jordan concourt (et gagne) dans la catégorie Poésie lesbienne. BiNet USA lance alors une campagne pluriannuelle aboutissant finalement à l'ajout d'une catégorie bisexuelle en 2006. En 1995, Marjorie Garber, professeure à Harvard Shakespeare, se distingue au niveau académique avec son livre Vice Versa: Bisexuality and the Eroticism of Everyday Life, dans lequel elle soutient que la plupart des gens seraient bisexuels sans la « répression, la religion, la répugnance, le déni, la paresse, la timidité, le manque d'opportunité, une spécialisation prématurée, un manque d'imagination ou une vie déjà pleine à ras bord d'expériences érotiques, quoique avec une seule personne ou un seul genre ». Bi Community News commence à être publié sous forme de journal imprimé mensuel au Royaume-Uni en 1995. En 1997, Fritz Klein fonde le Journal of Bisexuality, le premier journal académique trimestriel sur la bisexualité. La représentation des personnes et des thématiques bies dans d'autres médias reste cependant difficile. En 1990, un film impliquant une relation entre deux femmes bisexuelles, Henry et June, est devenu le premier film à recevoir la cote NC-17 de la Motion Picture Association of America (MPAA). En 1993, Sheela Lambert, une activiste bie, écrit, produit et anime la première série télévisée par et pour les bisexuels, appelée Bisexual Network. Elle est diffusée pendant 13 semaines sur NYC Public Access Cable.

##### Apparition d'instances régionales aux États-Unis
Les organisations régionales du mouvement bi commencent aussi à avoir plus d'impact. En 1992, la Bisexual Connection (Minnesota) parraine la première conférence annuelle annuelle du Midwest régional sur la bisexualité, intitulée « BECAUSE » (« Bisexual Empowerment Conference: A Uniting, Supportive Experience »). Cette année-là, le Minnesota modifie sa loi sur les droits civils de l'État pour accorder les protections des droits civils les plus complètes aux personnes bisexuelles, lesbiennes, gays et transgenres du pays. La communauté bisexuelle du Minnesota s'est unie à des groupes lesbiens, gays et transgenres pour faire pression pour obtenir ce droit. Toujours en 1992, le South Florida Bisexual Network (fondé en 1989) et le Stonewall Students Union de la Florida International University coparrainent la première conférence annuelle bisexuelle régionale du Sud-Est. Trente-cinq personnes d'au moins quatre États du Sud-Est y assistent. En 1993, la première conférence régionale annuelle du Nord-Ouest est parrainée par BiNet USA, le Seattle Bisexual Women's Network et la Seattle Bisexual Men's Union. Elle a lieu à Seattle, et 55 personnes représentant Washington, l'Oregon, l'Alaska, le Montana et la Colombie-Britannique sont présentes. Au Royaume-Uni, BiPhoria est créée en 1994, devenant la plus ancienne organisation bi existante au Royaume-Uni.

##### Marche de Washington

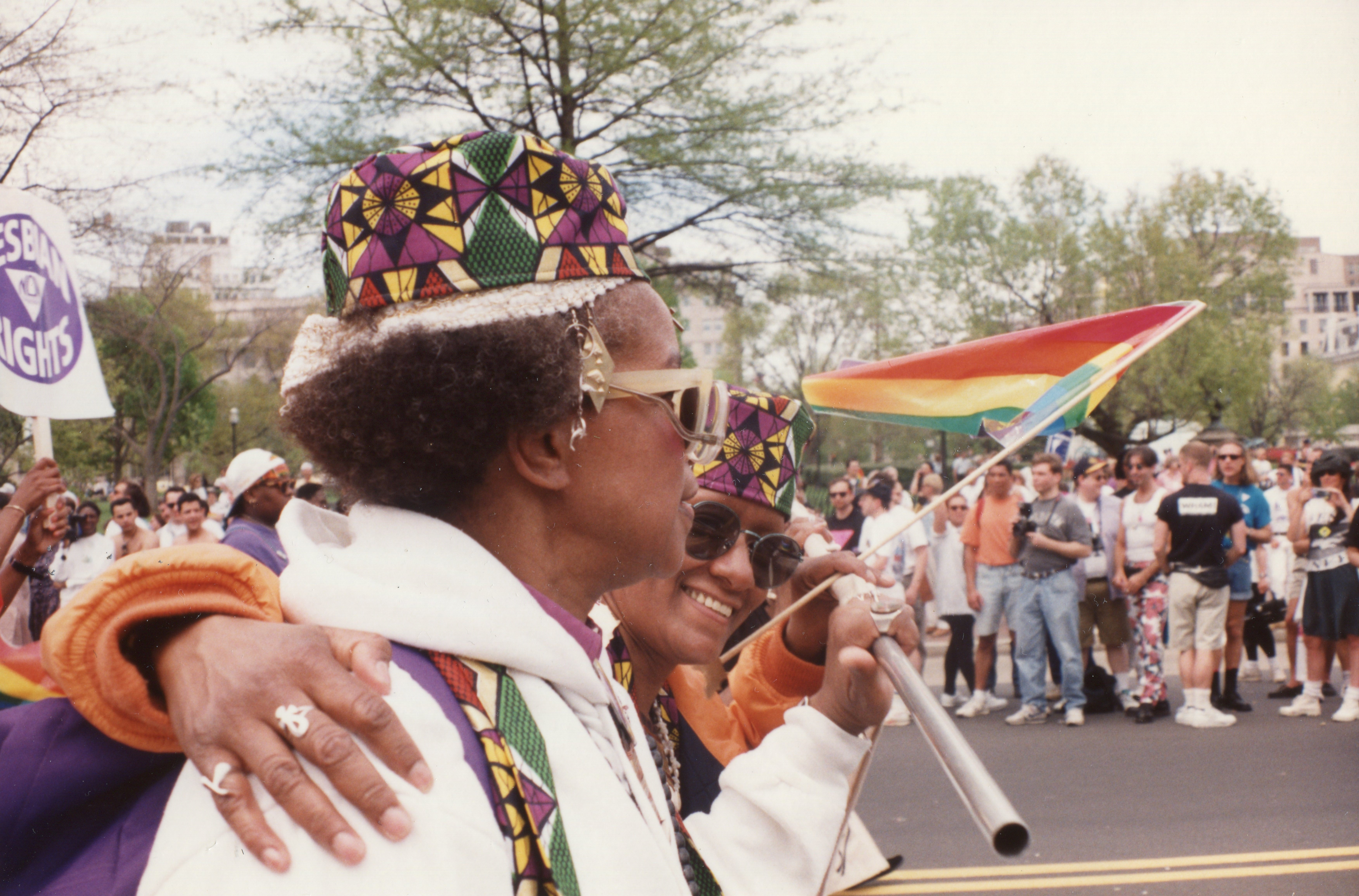
Marche nationale à Washington de 1993 pour les droits LGBT.

La Marche sur Washington pour les droits et la libération des personnes lesbiennes, gays et bisexuelles (en) a lieu en 1993. À la suite du lobbying de BiPOL (San Francisco), des personnes ouvertement bisexuelles occupent des postes de direction clés dans l'organisation locale et régionale de la Marche, et pour la première fois, les personnes bies sont incluses dans le titre de la Marche. En outre, Lani Ka'ahumanu, activiste ouvertement bie prend la parole lors du rassemblement, et plus de 1 000 personnes marchent avec le groupe bi. BiNet USA, le Bisexual Resource Center (BRC) et l'Alliance of Multicultural Bisexuals (AMBi) de Washington parrainent la deuxième conférence nationale célébrant la bisexualité à Washington en mars. Plus de 600 personnes des États-Unis et d'Europe y participent, ce qui en fait à l'époque la plus grande conférence bisexuelle jamais organisée.

##### Enquêtes sur la bisexualité
Plusieurs enquêtes importantes concernant la bisexualité sont menées à cette époque. En 1993, Ron Fox est l'auteur de la première étude de recherche à grande échelle sur l'identité bisexuelle, et établit et tient à jour une bibliographie complète sur la recherche en matière de bisexualité. Toujours en 1993, le rapport Janus sur le comportement sexuel montre que 5 % des hommes et 3 % des femmes se considérent bisexuels. En 1995, BiNet USA Bisexual Youth Initiative (Fayetteville, NC) élabore et envoie une enquête nationale aux programmes existants pour les jeunes LGBT. L'enquête est publiée et renvoyée aux agences, offrant une assistance pour améliorer les services aux jeunes bisexuels.

##### AffaireRomer c. Evansaux États-Unis
En 1992, les électeurs et électrices du Colorado approuvent par initiative un amendement à la constitution de l'État du Colorado (amendement 2) qui aurait empêché toute ville, ville ou comté de l'État de prendre des mesures législatives, exécutives ou judiciaires pour reconnaître les personnes bisexuelles ou homosexuelles comme un groupe protégé . L'amendement prévoyait :

« Ni l'État du Colorado, par le biais de ses succursales ou départements, ni aucune de ses agences, subdivisions politiques, municipalités ou districts scolaires, ne promulguera, n'adoptera ou n'appliquera aucun statut, règlement, ordonnance ou politique par lequel l'orientation homosexuelle, lesbienne ou bisexuelle, la conduite, les pratiques ou les relations doivent constituer ou être la base pour autoriser toute personne ou catégorie de personnes à avoir ou à revendiquer un statut de minorité, des préférences de quota, un statut protégé ou une revendication de discrimination. Cette section de la Constitution sera à tous égards auto-exécutoire. »

Cela conduit à l'affaire de la Cour suprême de 1996 Romer c. Evans, dans laquelle la Cour statue dans une décision 6-3 (que l'amendement constitutionnel de l'État du Colorado interdisant le statut protégé fondé sur la bisexualité ou l'homosexualité ne satisfait pas à la clause de protection égale. L'opinion majoritaire dans Romer déclare que l'amendement ne comporte pas « pas une relation rationnelle avec les intérêts légitimes de l'État », et l'opinion minoritaire déclare que la majorité « est évidemment d'accord pour dire que la "base rationnelle" — le critère normal de conformité avec la clause de protection égale — constitue la norme ». L'amendement constitutionnel de l'État échoue à l'examen de la base rationnelle,,,.

##### Le concept de «fierté bisexuelle»
Le concept de fierté bisexuelle se répand à la fin des années 1990. Lors d'une PrideFest LGBT dans le Connecticut en 1997, Evelyn Mantilla (en) s'impose comme la première fonctionnaire de l'État ouvertement bisexuelle,. L'année suivante, le drapeau de la fierté bisexuelle est conçu par Michael Page (il est dévoilé le 5 décembre 1998, et en 1999, la première Journée de la bisexualité est organisée par Michael Page, Gigi Raven Wilbur et Wendy Curry. Cette journée a désormais lieu tous les ans le 23 septembre.

#### Années 2000
Les personnes bisexuelles réalisent des accomplissements notables dans le mouvement pour les droits des LGBT durant cette décennie. En 2001, les « Guidelines on psychotherapy with lesbian, gay and bisexual clients » de l'Association américaine de psychologie (APA) déclarent que « l'homosexualité et la bisexualité ne sont pas une maladie mentale » ; Ron Fox, activiste bisexuel fait partie du groupe de travail qui produit les directives. En 2002, Pete Chvany, Luigi Ferrer, James Green, Loraine Hutchins et Monica McLemore font des présentations au Gay, Lesbian, Bisexual, Transgender, Queer and Intersex Health Summit, qui se tient à Boulder, Colorado, marquant la première fois que les personnes bisexuelles, transgenres et intersexes sont reconnues comme des partenaires égaux au niveau national plutôt que comme des « alliés » ou gais et lesbiens de service. 
Toujours en 2002, Robyn Ochs prononce le premier discours centré bi lors de la National Association of Lesbian and Gay Addiction Professionals. En 2003, l'Union pour le judaïsme réformé applique rétroactivement sa politique en faveur des droits des gays et lesbiennes aux communautés bisexuelles et transgenres, en publiant une résolution intitulée « Soutien à l'inclusion et à l'acceptation des communautés transgenres et bisexuelles ». 

##### Polémique autour deSexual Arousal Patterns of Bisexual Mende Michael Bailey
En 2005, des universitaires et des activistes bisexuelles se mobilisent avec le Groupe de travail, GLAAD et BiNet USA pour rencontrer le rédacteur en chef de la section scientifique du New York Times Brian Dodge, afin de s'opposer à la désinformation publiée dans le journal sur une étude portant sur les hommes bisexuels. L'étude, intitulée Sexual Arousal Patterns of Bisexual Men, par le chercheur J. Michael Bailey (en), aurait soi-disant « prouvé » que les hommes bisexuels n'existaient pas à partir de l'étude des réactions sexuelles d'hommes confrontés à des photos supposées stimulantes sexuellement. Avec peu de recul critique, diverses célébrités et médias reprennent les résultats biaisés de cette étude et prétendent avoir « résolu » le « problème de la bisexualité » en déclarant qu'il n'existe pas, du moins chez les hommes. D'autres études, y compris de meilleures recherches de suivi menées par Michael Bailey et commanditées par le GLAAD, ont prouvé que c'était faux.

##### Brenda Award
Toujours en 2005, la section Queens de PFLAG annonce la création du Brenda Howard Memorial Award. C'est la première fois qu'une grande organisation LGBT américaine nomme un prix en l'honneur d'une personne ouvertement bisexuelle. 

##### Marche des fiertés
Le 11 octobre 2009 à Washington, la Marche nationale pour l'égalité a eu lieu, appelant à une protection égale des personnes bisexuelles, lesbiennes, gays et transgenres pour toutes les questions régies par le droit civil dans tous les États et districts. Un contingent spécifique bisexuel, pansexuel et queer clairement identifié est organisé dans le cadre de la marche. Plusieurs groupes bisexuels se réunissent et défilent, notamment BiNet USA, New York Area Bisexual Network (en), DC Bi Women et BiMA DC. Quatre conférenciers bisexuels participent au rassemblement de la Marche nationale pour l'égalité : Michael Huffington, Lady Gaga, Chloé Noble et Penelope Williams. En octobre 2009, la militante LGBT Amy Andre est nommée directrice exécutive du comité de célébration de la fierté de San Francisco, faisant d'elle la première femme de couleur ouvertement bisexuelle de la Pride de San Francisco.

##### Rapports sur la bisexualité et représentation dans le cursus académique
Des rapports importants sur les bisexuels sont publiés au cours de cette décennie. En 2002, une enquête menée aux États-Unis par le National Center for Health Statistics révèle que 1,8 % des hommes âgés de 18 à 44 ans se considèrent bisexuels, 2,3 % homosexuels et 3,9 % « autre chose ». La même étude révèle que 2,8 % des femmes âgées de 18 à 44 ans se considèrent bisexuelles, 1,3 % homosexuelles et 3,8 % « autre chose ». Un rapport de 2007 indique que 14,4 % des jeunes femmes américaines s'identifient comme bisexuelles ou lesbiennes, et 5,6 % des hommes s'identifiant comme gays ou bisexuels. Toujours en 2007, un article dans la section « Santé » du New York Times déclare que « 1,5 % des femmes américaines et 1,7 % des hommes américains s'identifient [comme] bisexuels ».
En 2012 un autre rapport britannique fait état de la situation des personnes bisexuelles en pointant les discriminations spécifiques dont elles font l'objet et pointe l'invisibilisation des personnes bies parce qu'elles ne rentrent pas dans le cadre d'un modèle spécifique de sexualité hétérosexuelles ou homosexuelle. Le rapport dresse un état des lieux de la biphobie dans les milieux du sport, du travail et de l'éducation ainsi que les risques particuliers en particulier en matière de santé mentale, et est publié en Grande-Bretagne par des académiques de l'Open University. Le rapoort  donne aussi des recommandations pour rendre la bisexualité et les personnes bisexuelles plus visibles,. 
La recherche sur la bisexualité après avoir démarré en Europe historiquement est devenue beaucoup plus active aux États-Unis et en Australie. En Europe elle est représentée dans le cursus académique surtout en Grande-Bretagne, mais des secteurs de recherche comme l'impact sur la santé mentale de la biphobie sont encore mal étudiés. La plupart des recherches dans les années 1990 et 2000 se sont focalisées sur l'absence de l'institutionnalisation des questions sur la bisexualité et son invisibilité dans les études genres et LGBTIQ. La plupart sont également conduites dans le champ de l'anthropologie, de la psychologie et de la sociologie, tout comme en Australie et aux États-Unis, bien qu'on constate que dans ces régions un pan de la recherche s'est tournée vers la santé des personnes bi, pan largement inexploré encore en Europe.

##### Représentation en politique
En 2008, Kate Brown est élue Secrétaire d'État de l'Orégon (en) devenant ainsi la première dirigeante américaine ouvertement bisexuelle dans tout l'État,,.

#### Depuis 2010

##### Don't ask, don't tell

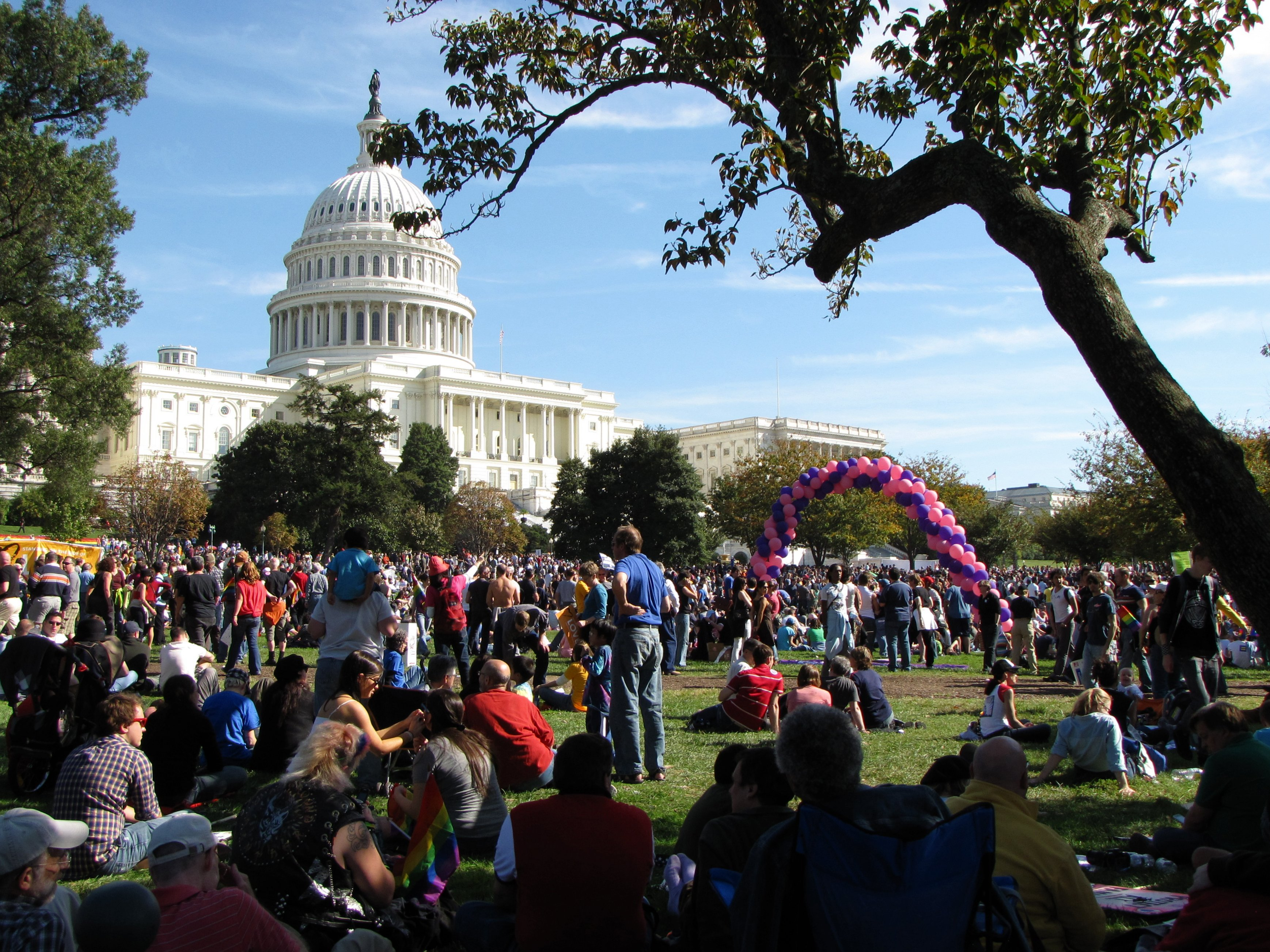
National Equality March de 2009 aux États-Unis.

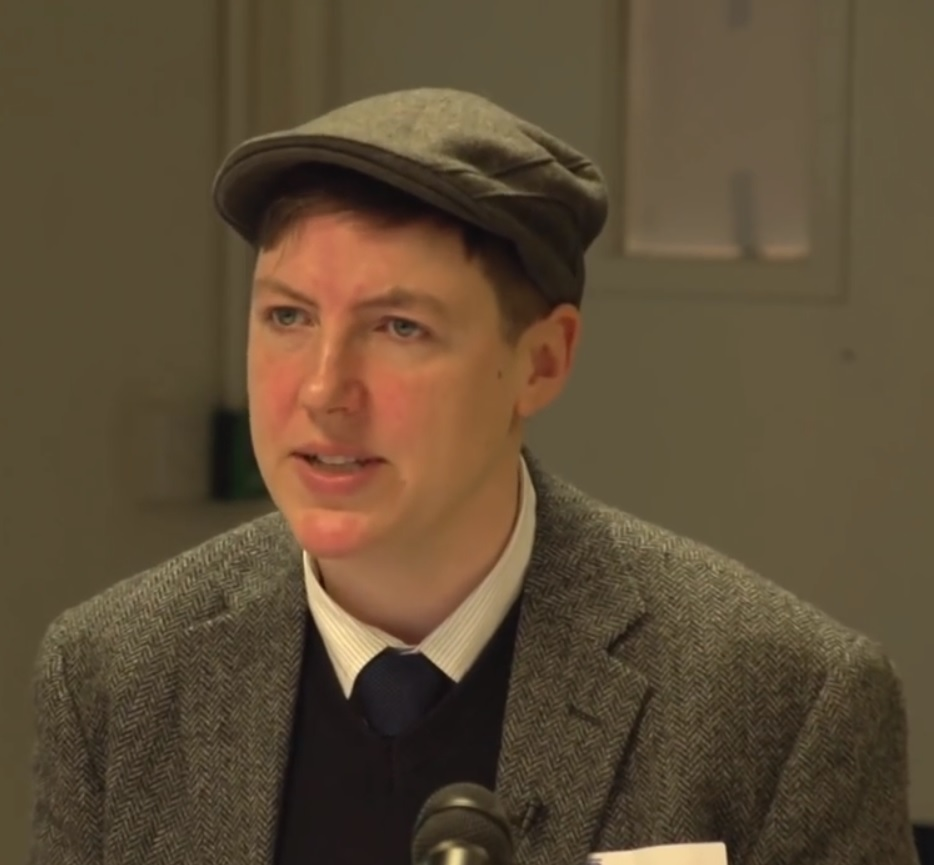
Meg-John Barker a écrit le premier rapport sur la bisexualité au Royaume-Uni en 2012.

En 2011, l'une des demandes de la National Equality March (en) de 2009 est satisfaite avec la fin de l'application de la politique « Ne demandez pas, ne dites pas » (en anglais : Don't ask don't tell), permettant aux personnes bisexuelles, lesbiennes et homosexuelles de l'armée américaine d'être ouvertes sur leur sexualité,.

##### Rapports gouvernementaux américains sur l'invisibilité bisexuelle
Des rapports importants sur les personnes bisexuelles sont publiés au début des années 2010. En 2011, la Commission des droits humains de San Francisco publie un rapport sur la visibilité bisexuelle, intitulé Invisibilité bisexuelle : impacts et réglementations (en anglais : Bisexual Invisibility: Impacts and Regulations). C'est la première fois qu'un organisme gouvernemental publie un tel rapport. Le rapport montre, entre autres, que les personnes bisexuelles auto-identifiées constituent la part la plus importante en nombre au sein de la communauté LGBTIQ aux États-Unis. Dans chaque étude incluse dans le rapport, on trouve plus de femmes s'identifiant comme bisexuelles que lesbiennes, et moins d'hommes s'identifiant comme bisexuels que gays. Toujours en 2011, une étude longitudinale des femmes de minorités sexuelles (lesbiennes, bisexuelles et sans étiquette) révèle que sur 10 ans, « davantage de femmes ont adopté des identités bisexuelles ou sans étiquette qu'elles ne les ont abandonnées ». Parmi celles qui ont commencé l'étude en s'identifiant comme bisexuelles, 92 % se sont identifiées comme bisexuelles ou non étiquetées 10 ans plus tard, et 61 % de celles qui ont commencé comme non étiquetées se sont identifiées comme bisexuelles ou non étiquetées 10 ans plus tard. En 2012, le rapport sur la bisexualité, le premier rapport du genre au Royaume-Uni, est publié. Ce rapport, conçu par Jen Yockney (rédacteur en chef de Bi Community News (en)) et dirigé par Meg-John Barker (maître de conférences en psychologie, OU), Rebecca Jones (maîtresse de conférences, Santé et assistance sociale, OU), Christina Richards et Helen Bowes Catton et Tracey Ploughman (de BiUK) font un résumé des preuves nationales et internationales et présentent des recommandations pour l'inclusion bisexuelle à l'avenir. Ce rapport est reconnu comme ayant permis l'évolution des attitudes envers l'inclusion bisexuelle dans le milieu professionnel LGBT pour la fonction publique britannique et les œuvres caritatives LGBT.

##### Naissance de la journée des fiertés bisexuelles

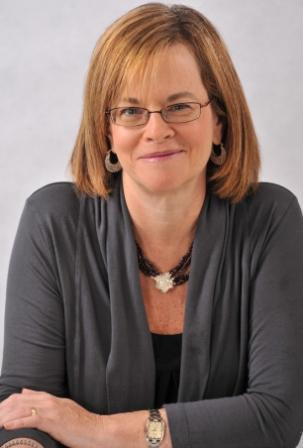
Debra Haffner a publié Bisexuality: Making the Invisible Visible in Faith Communities en 2014, un livre qui aborde la question de la religion et la bisexualité.

En septembre 2012, Berkeley, en Californie, est devenue la première ville d'Amérique à proclamer officiellement une journée de reconnaissance des personnes bisexuelles. Le conseil municipal de Berkeley, à l'unanimité et sans discussion, déclare le 23 septembre Journée de la fierté bisexuelle et de la double visibilité. En 2013, lors de la journée de la bisexualité, la Maison-Blanche tient une réunion à huis clos avec une trentaine d'avocats bisexuels afin qu'ils puissent rencontrer des représentants du gouvernement et discuter de questions d'une importance particulière pour la communauté bisexuelle ; c'est le premier événement bi-spécifique jamais organisé par une Maison-Blanche,. Une autre contribution importante à la visibilité bisexuelle intervient en 2014, lorsque le Bisexual Research Collaborative on Health (BiRCH) est fondé pour rechercher des moyens de sensibiliser le public aux problèmes de santé des personnes bisexuelles, ainsi que pour poursuivre des discussions de haut niveau sur la recherche en matière de santé bisexuelle et organiser une conférence américaine nationale,. Toujours en 2014, le livre Bisexuality: Making the Invisible Visible in Faith Communities, le premier livre du genre, est publié par Marie Alford-Harkey et Debra W. Haffner.

##### Représentation en politique
Côté politique, Kyrsten Sinema est élue en novembre 2012 à la Chambre des représentants, devenant ainsi la première membre du Congrès ouvertement bisexuelle de l'histoire américaine. Kate Brown est élue gouverneure de l'Oregon en 2016 et devient la première personne ouvertement bisexuelle élue comme gouverneur des États-Unis (de fait la première personne ouvertement LGBT élue en tant que telle),,,. En 2018, Kyrsten Sinema est la première personne ouvertement bisexuelle à remporter une nomination d'un parti majeur à briguer un siège au Sénat américain, et plus tard cette année-là, elle devient la première personne ouvertement bisexuelle élue au Sénat américain,. De plus, Kate Brown a été réélue cette année-là comme gouverneure de l'Oregon.

##### Autres avancées
En 2015, la biphobie est ajoutée au nom de la Journée mondiale contre l'homophobie, la transphobie et la biphobie, auparavant « Journée internationale contre l'homophobie et la transphobie ».
En 2017, le département de la Justice des États-Unis dépose un mémoire d'amicus auprès de la cour d'appel des États-Unis pour le deuxième circuit, faisant valoir que le titre VII de la loi sur les droits civils de 1964 n'interdit pas la discrimination à l'encontre des employés bisexuels ou gays.
En 2018, le premier événement Bi Pride en Amérique à l'échelle d'une la ville a lieu à West Hollywood.

### En France
En France, il existe peu de recherches ou documentations portant spécifiquement sur la bisexualité. Un des ouvrages phares est l'étude de Catherine Deschamps paru en 2002 et intitulé Le miroir bisexuel,. 
En 1995 un groupe de quatre femmes, dont Catherine Deschamps,  issues du mouvement d'Act Up-Paris ou provenant d'associations lesbiennes se réunit au Centre gay et lesbien (CGL) de Paris afin de travailler sur la rédaction d'un article consacré à la bisexualité dans le journal Le 3 Keller. Dans la foulées elles créent un groupe mixte au CGL, et en 1997 de ce groupe est fondé l'association Bi'Cause, la première association bisexuelle en France,.
En 2022, Mathilde Ramadier dans son essai Vivre Fluide, soutient que la plupart des femmes ont déjà éprouvé du désir envers une autre femme et que ce fait est connu depuis les travaux de Magnus Hirschfeld,.

### En Suisse

#### Suisse romande
En Suisse, Stéphanie Pache fonde Infobi - Antenne bisexuelle romande à Lausanne en 1997, la première association bisexuelle en Suisse romande. Militante féministe et engagée dans le mouvement LGBT, elle est consciente de sa bisexualité et cherche des ressources et des ouvrages sur la question en Suisse sans rien trouver à part l'ouvrage de la sexologue Charlotte Wolff paru en 1980. Elle fonde un groupe bi  au sein de l'association Vogay créé elle le 1er juillet 1996 à Lausanne.
En 1994 le bar squat queer Chez Brigitte est fondé par 4 jeunes (dont la réalisatrice Laure Schwartz) dans les locaux d'une ancienne imprimerie à Genève. Lors de ses réunions et fêtes brouillant les genres avec des bals de drags queens naissent l'idée d'une gay pride romande et d'un journal, le 360°, qui est créé dans la foulée. Chez Brigitte offre le premier espace ne cloisonnant pas les personnes gays et lesbiennes, où les personnes bies et trans se sentent bienvenues. L'association 360 à Genève créée en 1998 répond également à ce besoin des personnes LGBTIQ d'avoir une perspective d'ouverture intégrée dans les statuts pour sortir du monolithe des identités gaies et lesbiennes. 
Au sein l'association 360 est fondée un groupe de parole bi, qui devient par la suite le groupe Bipan en 2021. Le groupe organise sa première conférence publique le 9 octobre 2013 intitulée Un soupçon de liberté: la bisexualité décomplexée» à la maison des associations de Genève, en invitant Karl Mengel, auteur du livre Pour et contre la bisexualité – Libre traité d’ambivalence érotique» paru aux éditions Musardines en 2009.

### Ouvrages
- (en) William E. Burleson, Bi America: myths, truths, and struggles of an invisible community, Harrington Park Press, 2005 (ISBN 978-1-56023-478-4, OCLC 55494929)
- (en) Shiri Eisner, Bi : Notes for a bisexual revolution, Seal Press, 2013, 1re éd., 345 p. (ISBN 978-1-58005-474-4, OCLC 813394065, LCCN 2012047200). .
- (en) Marjorie Garber, Bisexuality and the eroticism of everyday life, New York, Routledge, 2000, 624 p. (ISBN 978-0-203-46229-4, OCLC 43713876, LCCN 00266473). .
- (en) Loraine Hutchins et Lani Kaahumanu, Bi any other name: bisexual people speak out, Alyson Pub, 1991 (ISBN 978-1-55583-174-5)
- (en) Debra Kolodny (dir.), Blessed Bi Spirit: Bisexual People of Faith, 2000
- Karl Mengel, Pour et contre la bisexualité : libre traité d'ambivalence érotique, Paris, La Musardine, 2009, 117 p. (ISBN 978-2-84271-391-1)
- (en) Robyn Ochs (dir.) et Sarah Rowley, Getting Bi: Voices of Bisexuals Around the World, 2009
- (en) Robyn Ochs (dir.) et H. Sharif Williams, Recognize: The Voices of Bisexual Men, 2014
- (en) Kata Orndorff, Bi Lives: Bisexual Women Tell Their Stories, See Sharp Press, 1er janvier 2012 (ISBN 978-1-937276-18-8, lire en ligne)
- (en) Paula Rodriguez Rust, Bisexuality in the United States, 15 novembre 1999
- (en) Mark Zepezauer (dir.), Bi Men's Lives: Bisexual Men Tell Their Stories, septembre 2003
- Jonathan Alexander et Serena Anderlini-D'Onofrio, Bisexuality and queer theory : intersections, connections and challenges, 2012 (ISBN 978-0-415-68671-6, 0-415-68671-7 et 978-1-138-81742-5, OCLC 751734056, lire en ligne)
- (en) Gary Leupp, Male Colors: The Construction of Homosexuality in Tokugawa Japan, Los Angeles, UC Press, 1997, 317 p. (ISBN 0-520-20900-1, OCLC 31375972, BNF 47309851, LCCN 94040395). .
- Mathilde Ramadier, Vivre fluide: quand les femmes s'émancipent de l'hétérosexualité, Éditions du Faubourg, 2022 (ISBN 978-2-493594-03-7).

### Articles
- Lachlan MacDowall, « Historicising Contemporary Bisexuality », Journal of Bisexuality, vol. 9, no 1,‎ 6 février 2009, p. 3–15 (ISSN 1529-9716 et 1529-9724, DOI 10.1080/15299710802659989, lire en ligne, consulté le 22 janvier 2022)